# Axel Konan
Axel Cédric Konan est un ancien footballeur ivoirien né le 25 janvier 1983 à Abidjan qui évoluait au poste d'attaquant.

## Carrière
- 2000-2006 :  US Lecce
- 2006-2007 :  Torino FC
- 2007-2009 :  US Lecce
- Nov. 2010-2011 :  AC Bellinzone
- Févr.-mars 2013 :  Sorrente Calcio